# 馬六甲州立清真寺
2°12′55″N 102°15′37″E / 2.2153854°N 102.2601734°E
馬六甲州立清真寺（馬來語：、阿拉伯语：‎，阿拉伯語「偉大」的意思）是一座位於馬來西亞馬六甲的州立清真寺，位於古城以北3公里。
清真寺1984年3月14日動工，耗資1,950萬令吉。1990年1月12日竣工，並於同年7月13日由最高元首阿茲蘭沙揭幕。
清真寺屬爪哇-馬來風格，呈正方形，外牆白色，覆以綠色三層屋頂，模仿先知穆罕默德最初興建的清真寺，分別象徵教乘、道乘、真乘和神智。地下的大廳可容納9,700人聚禮，樓上的女寺可容納700人。宣禮塔高188英尺，呈五角形，象徵伊斯蘭的五功。